# Гершензон Сергій Михайлович
Гершензо́н Сергі́й Миха́йлович (нар. 29 січня (11 лютого) 1906, Москва — 7 квітня 1998, Київ) — радянський і український генетик, академік Національної академії наук України (1976), Герой Соціалістичної Праці (1990).

## Життєпис
Народився в родині відомого літературознавця Михайла Йосиповича Гершензона і піаністки Марії Гольденвейзер.
Закінчив Московський університет (1927), учень С. С. Четверикова. У 1931–1935 роках працював у Біологічному інституті ім. К. А. Тімірязєва, у 1935–1937 — в Інституті генетики АН СРСР.
У 1937 році прибув до Києва та очолив відділ генетики в Інституті зоології та біології АН УРСР на
запрошення його директора, видатного еволюційного біолога академіка Івана Шмальгаузена. З того ж року очолив кафедру генетики Київського університету. 
Протягом 1941–1944 років був евакуйований до Уфи з іншими науковцями Інституту зоології, де працював у тимчасово організованому Інституті зообіології, що об'єднував науковців з трьох київських науково-дослідних установ.
З 1944 року продовжив роботу в Києві завідувачем відділу генетики Інституту зоології АН УРСР та кафедри генетики Київського університету. Однак у 1948 році, в розпал лисенківщини, після сумнозвісної сесії ВАСГНІЛ, Сергія Гершензона було звільнено з посад завідувача відділу та завідувача кафедри генетики, відділ генетики Інституту зоології було розформовано. Протягом 1948–1957 років працював старшим науковим співробітником відділу акліматизації та селекції Інституту зоології АН УРСР у складі групи М. М. Синицького, досліджував вірусні хвороби шовкопрядів. Відділ генетики Інституту зоології було відновлено у 1957 році, Сергій Михайлович повернувся на посаду його завідувача і продовжував роботу в цьому підрозділі до 1963 року.
З 1963 року працював у секторі молекулярної біології та генетики Інституту мікробіології і вірусології ім. Д. К. Заболотного, очолюючи його у 1968–1973 рр., а потім — відділ, в організованому на базі сектора, Інституті молекулярної біології і генетики АН УРСР. 
У 1967 році був обраний членом-кореспондентом АН УРСР і в 1976 році — академіком.
З 1986 р. — співробітник Інституту фізіології рослин і генетики АН УРСР.
Батько ентомолога, доктора біологічних наук Злати Сергіївни Гершензон.

## Наукові дослідження
На підставі виконаної серії дослідів з плодовою мушкою майже відразу ж після повернення з евакуації Сергій Гершензон, працюючи у відділі генетики в Інституті зоології АН УРСР, у співавторстві з Миколою Тарнавським та Пантелеймоном Ситьком, публікує свою революційну статтю про мутагенну дію тимусної ДНК на дрозофілу. Проте Нобелівську премію за це відкриття декількома роками пізніше вручають його зарубіжному колезі Герману Мюллеру (США). Окрім хімічного мутагенезу, Сергій Гершензон виявив феномен «стрибаючих генів» і зворотну транскрипцію.
Набагато раніше за американця Хейнца Френкель-Конрата він зібрав з білків і нуклеїнових кислот живий вірус, хоча рівень технічного забезпечення української біології відставав на той момент від заокеанського на багато років. Проте Стокгольм не помічав досягнень радянських учених, через гоніння на генетику у СРСР у сорокові-п'ятидесяті роки. У 1972 р. до Нобелівського комітету надходить заявка на аналогічне гершензонівському (мається на увазі синтез вірусної ДНК на матриці зараженої поліедрозом РНК) відкриття від американців Говарда Теміна і Девіда Балтімора, які і отримують у 1975 р. Нобелівську премію. Девід Балтімор в листі Сергію Гершензону щиро вибачився перед ним, оскільки не був знайомий з його більш ранніми роботами.
Основні праці виконано у галузі популяційної та молекулярної генетики. Науковець досліджував механізми спадкової мінливості у природних популяціях.

## Нагороди
- 1981 р. — Орден Трудового Червоного Прапора
- 1981 р. — Державна премія УРСР у галузі науки і техніки за підручник «Основы современной генетики»
- 1986 р. — Орден Дружби народів
- 1990 р. — Герой Соціалістичної Праці
- 1995 р. — премія імені В. С. Кирпичникова
- медаль імені Грегора Менделя Чехословацької академії наук
- медаль імені М. І. Вавилова
- Медаль «За доблесну працю у Великій Вітчизняній війні 1941—1945 рр.»
- 1998 р. — Державна премія України у галузі науки і техніки за цикл наукових праць «Дія нуклеїнових кислот і вірусів»

## Визнання
На відзначення непересічних заслуг дослідника перед наукою у 2003 р. НАН України заснувала премію його імені за видатні досягнення в галузі генетики, молекулярної біології та біофізики.